# Dioscorea pubescens
Dioscorea pubescens là một loài thực vật có hoa trong họ Dioscoreaceae. Loài này được Poir. mô tả khoa học đầu tiên năm 1813.